# Приступа, Иван Степанович
Иван Степанович Приступа (1919 — 4 сентября 1942) — участник Великой Отечественной войны, рядовой, стрелок 270 стрелкового полка 136 стрелковой дивизии. Закрыл своим телом амбразуру пулемёта.

## Биография
Родился в 1919 году в с/с Сергеевский Затобольского района Кустанайской области в семье крестьянина. Украинец. Член ВЛКСМ. В селе Константиновка прошли детство и юность. У него было два брата (Федор и Андрей) и сестра. Рано потеряли отца и вскоре умерла мать. Ивану после четвёртого класса пришлось идти работать на почту в селе.
В армию был призван осенью 1938 года Затобольским РВК Кустанайской области, Казахской ССР. Начал служить в Белоруссии.
Захоронен в селе Ивановское Слуцкого района Ленинградской области (ныне город Отрадное) в районе 5 углов и дороги в речной порт.

## Подвиг
В августе и сентябре 1942 года 136 дивизия под командованием генерала Симоняка, куда входил 270 стрелковый полк, была в центре полосы наступления Ленинградского фронта. Очень тяжёлая обстановка сложилась в полосе наступления полка 4 сентября 1942 года. Во время боя у деревни Ивановка рота залегла под огнём немецкого пулемета. Приступа подполз к дзоту и бросил гранату. Пулемёт замолчал на некоторое время и вдруг снова стал стрелять. И тогда Иван свои телом закрыл амбразуру пулемёта.

## Награды
- Орден Отечественной войны 1-й степени (1983).